# Sten Åkerstedt
Sten Åkerstedt (Göteborg, 1 de septiembre de 1926 - 10 de diciembre de 1983) fue un entrenador y jugador de  balonmano sueco que jugó de pívot. Fue un componente de la selección de balonmano de Suecia.
Con la selección ganó la medalla de oro en el Campeonato Mundial de Balonmano Masculino de 1954.

## Palmarés

### Redbergslids
- Liga sueca de balonmano masculino (2): 1947, 1954

### IK Heim
- Liga sueca de balonmano masculino (1): 1960

## Clubes

### Como jugador
- Utsiktens BK
- Redbergslids IK
- Malmö FF
- GAIS Gotemburgo
- IK Heim
- HK Drott

### Como entrenador
- HK Drott